# Chronique d'une passion
Chronique d'une passion (titre original néerlandais : Rolande met de bles) est un film dramatique belge réalisé en 1972 par Roland Verhavert d'après le roman De 40 brieven van Rolande d'Herman Teirlinck publié en 1944.

## Synopsis
Après s'être battu sur l'Yser où il a été blessé, Renier Joskin de Lamarache retrouve son domaine de Horlebecq dans le Brabant où il mène une existence monotone au milieu des siens. La seule lueur dans son existence est la correspondance qu'il échange avec Rolande, une Parisienne qui l'a soigné à l'hôpital. Quand il apprend qu'elle vient de divorcer, il rompt ses fiançailles et part retrouver Rolande à Paris.

## Distribution
- Jan Decleir : Renier Joskin de Lamarache
- Élizabeth Teissier : Rolande
- Liliane Vincent : Diane
- Robert Marcel : Hardwin
- Hilde Uitterlinden : Emily
- Dora van der Groen : Coleta
- Luc Philips : le notaire Moorjan
- Veerle Wijffels : Simone Moorjan
- Raoul de Manez : Clarence
- Rudi Van Vlaenderen : Dr Ferguson
- Ann Christy : la chansonnière
- Guido Claus : Tastenoy
- Sandra Gail Collins : Sky Pink
- Ivan Cornette : Ogier
- Véronique Steeno : Raf Tastenoy

## Fiche technique
- Réalisateur : Roland Verhavert
- Scénario : Roland Verhavert
- Dialogues :
- Production : Visie Filmproduktie
- Photographie : Herman Wuyts
- Montage : Peter Simons
- Musique : Hans-Martin Majewski
- Décors :
- Costumes :
- Son :
- Assistants à la réalisation :
- Script :
- Première mondiale :